# グレープフルーツ (バンド)
グレープフルーツ（Grapefruit）は、1960年代後半にロンドンを拠点に活動したイギリスのバンドで、ビートルズが立ち上げ、所有していた音楽出版社アップル・パブリッシングのテリー・ドーランによって結成された。彼らの音楽は、1960年代後期の典型的なロック・ブレンドで、フェイザーやヴォコーダーといったサイケデリックなエフェクトや、クラシカルなアレンジと融合することが多かった。

## 略歴
1967年夏、ブライアン・エプスタインの長年の友人であり、アップル・パブリッシングの新しいマネージング・ディレクターであったテリー・ドーランは、イージービーツのギタリスト/ソングライターであったジョージ・ヤング（オーストラリアのハードロック・バンド、AC/DCの結成メンバーであるマルコムとアンガス・ヤングの兄でもある）の兄で、スコットランド生まれのシンガー/ベーシストであるジョージ・アレクサンダーと出版契約を結んだ。ジョージ・アレクサンダーことアレクサンダー・ヤングは、ヤング一家の他の面々がオーストラリアに移住したとき、イギリスに残ることを選び、1960年代半ばにはボビー・パトリック・シックスとドイツ・ツアーを行ったこともある。1967年11月、トニー・リヴァース・アンド・ザ・キャスタウェイズの元メンバー、ジョン・ペリーがアップル・パブリッシングのドーランに自分の曲を売り込んだ。ドーランはその曲を却下したが、ペリーと彼のバンド仲間であるジェフ・スウェッテンハム、ピート・スウェッテンハムとアレキサンダーを組み合わせて新しいグループを結成することを提案した。バンド名は、後に妻となるオノ・ヨーコが書いた本のタイトルにちなんで、ジョン・レノンがグレープフルーツと名付けた。ドーランは彼らに商業的な可能性を見いだし、マネージャーとなった。
アップルは早速、グレープフルーツのアメリカでの音楽出版権を、テリー・メルチャーが設立した新しい出版・レコーディング・レーベル、エクイノックスにライセンスした。当時アップルは独自のレコード・レーベルを持っていなかったため、ドーランはバンドのレコードをイギリスのRCAレコードとアメリカのエクイノックスにライセンスするよう手配した。彼らは、1967年9月にドーランと契約したリヴァプールのグループ、フォーカル・ポイントに続く、アップル・パブリッシングと契約した2組目のバンドだった。さらに、ビートルズはグレープフルーツに関心を持ち続け、ジョン・レノンは1968年1月にバンドをメディアに紹介し、ジョン・ペリーをヒットシングル「ヘイ・ジュード」のレコーディングに参加させた。プレス発表会には、レノンのほか、ビートルズのポール・マッカートニー、リンゴ・スター、ローリング・ストーンズのブライアン・ジョーンズ、ドノヴァン、シラ・ブラックらが出席し、バンドと一緒に写真を撮った。ジミ・ヘンドリックスとサジド・カーンも出席したと伝えられている。
アップルとの出版契約のために渡英したメルチャーは、グレープフルーツのデビュー・シングル「Dear Delilah」をプロデュースするよう説得され、1968年春のUKシングル・チャートで21位を記録した。それに続くシングルとして、レノンとマッカートニーは1968年1月にバンドをスタジオに連れて行き、「Lullaby」（「Lullaby for Lazy Day 」としても知られ、当初は 「Circus Sgt Pepper 」と呼ばれていた）をレコーディングした。しかし、RCAがフォローアップ・シングルを要求したとき、レノンとマッカートニーがインドにいたため、ロンドンのアドヴィジョン・サウンド・スタジオで録音されたレコーディングは提出されず、グレープフルーツは代わりに「Elevator」と「Yes」を提出し、両A面シングルとなったが、チャートインには至らなかった。3枚目のシングルとして、グレープフルーツは他にも数曲の新曲を提出し、フォー・シーズンズの「C'mon Marianne」のカバーはデレク・ローレンスによって（RCAの要請で）リミックスされ、35位を記録した。
次のシングルがリリースされる前に、RCAはイギリスでバンドを脱退させ、アップル・パブリッシングの新しいトップ、マイク・オコナーはグループをアップルとの契約から解放し（ジョージ・アレクサンダーとの最初の出版契約を除く）、テリー・ドーラン（まだグレープフルーツをマネージメントしていた）はバンドを直接エクイノックスと契約させた。その後、テリー・メルチャーはグレープフルーツのプロデュースを再開し、以前の曲の再ミックスや再録音（そのためにアップルはテープを提供してくれた）を行ったが、「Lullaby」のレノン＝マッカートニー・ヴァージョンはリリースされなかった。
1968年12月、グループは小規模なラインナップ変更を行った。ジョン・ペリーがベースに、ジョージ・アレクサンダーがギターに移った。また、キーボードにミック・ファウラーを加え、4枚目のシングル「Someday Soon」をリリースしたが、これもチャートインには至らなかった。グレープフルーツはその後2枚のアルバム（『Around Grapefruit』（1968年）と『Deep Water』（1969年））をリリースするが、成功は限定的だった。シングル「Deep Water」はドイツのトップ20に入り、19位を記録した。グレープフルーツは1969年末に解散したが、ピート・スウェッテンハムはその年の初めにグループを脱退し、後任としてボブ・ウェイルがセカンド・アルバムに参加していた。グレープフルーツは、アレクサンダーが書き下ろした新曲（一部ウェイルが参加）を経て、キャリア終盤になると、メロディックなポップ・サウンドから、よりロック・ベースのサウンドへとシフトし、セカンド・アルバム『Deep Water』のビルボード全面広告ではソフトロックと呼ばれている。
解散後も、アレクサンダーは最も目立つ存在であり続けた。アレクサンダーは弟のジョージ・ヤングとイージービーツのソングライティング・パートナーのハリー・ヴァンダと手を組み、1970年にヤング・ブラッド・レーベルからペイントボックスとトランプとしてレコーディングを行った。アレクサンダーは、ヴァンダとヤングのマーカス・フック・ロール・バンドのセッションにも参加した。1971年、彼らはグレープフルーツ名義を復活させ、「Universal Party」 / 「Sha Sha 」を発表したが、このシングルは一度きりのリリースで、その後のリリースはなかった。
2016年、『Yesterday's Sunshine』と題された、グレープフルーツが1968年11月以前にアップルに残した全音源を収録した20曲入りのコンピレーションがRPMレコードからリリースされた。このコンピレーション（アレキサンダーが書いた18曲、ペリーが書いた1曲、そしてカヴァーの「C'Mon Marianne」が収録されている）は、レノンとマッカートニーがプロデュースした「Lullaby」のオリジナル・ヴァージョンを初めて収録したもので、『Around Grapefruit』で発表されたヴァージョンは、後にグループで制作されたヴァージョンにメルチャーがリミックスを施したもので、オーケストラ・アレンジも加えられていた。

## グレープフルーツ以外での活動
ピーター・スウェッテナムはプロデューサー兼エンジニアとなった。彼のプロデュース作品には、ドリフトウッド、ザ・プレイグラウンド、ジミー・キャシディ、リバプール・エクスプレス、ジョン・ル・メスリエ、ペイヴメント、ザ・キャッツなどのシングルがある。また、ポール・マッカートニーとウイングスのアルバム『バンド・オン・ザ・ラン』のアシスタント・エンジニアも務めた。

## メンバー
- ジョージ・アレクサンダー（アレクサンダー・ヤング、1938年12月28日 - 1997年8月4日、グラスゴー、イースト・エンド、クランヒル） - ベース、ボーカル、ギター、サクソフォーン
- ジョン・ペリー（チャールズ・ジョン・ペリー、1949年7月16日、ロンドン、ダゲナム生まれ） - ボーカル、リード・ギター、ベース
- ピート・スウェッテナム（1949年4月24日、ピーター・フランシス・スウェッテナム、ロンドン、ストリータム生まれ） - リズム・ギター、ボーカル
- ジェフ・スウェッテナム（1948年3月8日、ロンドン、ストリータム生まれ - 2020年9月28日、ロンドン、ランベス没） - ドラム
- ミック・ファウラー（マイケル・エリック・ファウラー、1948年7月25日バーミンガム生まれ - 2022年1月30日米カリフォルニア州没） – ピアノ、オルガン、ギター
- ボブ・ウェイル（1948年10月2日、バーミンガム生まれ） - ボーカル、リード・ギター、ハーモニカ

## ディスコグラフィ

### アルバム
- 『アラウンド・グレープフルーツ』 - Around Grapefruit (1968年)[5] ※旧邦題『カモン・マリアンヌ グレープフルーツ・ファースト』
- 『ディープ・ウォーター』 - Deep Water (1969年)[6]
- 『イエスタデイズ・サンシャイン : コンプリート・ロンドン・セッション 1967-1968』 - Yesterday's Sunshine (2016年)

### シングル
- "Dear Delilah" / "Dead Boot" (1968年) (#18 Canada, April 6, 1968[7])
- "Elevator" / "Yes" (1968年)
- "C'mon Marianne" / "Ain't It Good" (1968年)
- "Someday Soon" / "Theme for Twiggy" (1968年)
- "Round Going Round" / "This Little Man" (1969年)
- "Deep Water" / "Come Down to the Station" (1969年)
- "Thunder & Lightning" / "Blues in Your Head" (1969年)
- "Lady Godiva (Come Home)" / "Can't Find Me" (1970年)
- "Universal Party" / "Sha Sha" (1971年)[1]